# Organizace pro výživu a zemědělství
Organizace pro výživu a zemědělství Spojených národů (anglicky: Food and Agriculture Organization of the United Nations, FAO) je specializovaná agentura OSN se sídlem v Římě, založená v roce 1945.
Cílem této organizace je zajištění dostatku potravin a pitné vody pro obyvatelstvo rozvojových zemí. Zaměřuje se na pomoc těmto zemím zejména po technické, technologické, finanční a vzdělávací stránce. Snaží se dosáhnout jejich soběstačnosti ve výživě a omezit tak problémy s nedostatkem potravin a zlepšit životní podmínky venkovského obyvatelstva, závislého na zemědělství. V souvislosti s tím jsou její snahy směřovány jednak na zvyšování produktivity zemědělství v rozvojových zemích, čímž má být zajištěna produkce dostatečného množství potravy, a jednak na zajištění přístupu k nezávadným zdrojům pitné vody. V souvislosti s trvalou udržitelností hospodaření v krajině se snaží zavádět metody, které zabraňují erozi a omezit další zábory zejména lesní půdy, ke kterým běžně dochází z důvodů používání způsobů hospodaření, které vyčerpávají půdu.

## Česká republika ve FAO
Bývalé Československo je jedním ze zakládajících členů této organizace. Proto též byla snaha umístění centrály FAO v Praze, nakonec však došlo k umístění v italském Římě. Československo se pak stává členem této organizace při jejím založení v roce 1945. O 3 roky později však vystoupilo díky neúměrným členským poplatkům, které dosahovaly až 1 milión amerických dolarů za rok. Následně v roce 1969 vyvinulo Československo opětně tlak a snahu a podařilo se do organizace podruhé vstoupit. Od té doby je Československo a následně Česká republika nepřetržitým členem. V průběhu více než 30 let se zemi podařilo vyhrát několik konkurzů jak na poli lesnictví, tak i zemědělství. Z oblasti lesnictví to byl například projekt na zřízení lesnického výzkumného ústavu v Chittagongu ve Východním Pákistánu v roce 1970 za jeden a půl milionu amerických dolarů, který se však neuskutečnil kvůli občanské válce a následné válce mezi dvěma znepřátelenými zeměmi.

## FAO v ČR
FAO je v ČR zastoupeno jednak domem OSN a dále knihovnou Ústavu zemědělské ekonomiky a informací. Obě tyto instituce shromažďují tištěné materiály ve formě monografií, seriálů, výročních zpráv a dalších dokumentů. Knihovna UZEI je pak depozitní knihovnou FAO pro ČR.